# NSTG Falkenau
Die Nationalsozialistische Turngemeinde Falkenau (kurz: NSTG Falkenau) war ein Sportverein mit Sitz in der heutzutage tschechischen Stadt Sokolov.

## Geschichte
Zur Saison 1941/42 der Gauliga Sudetenland stieg die NSTG aus der Bezirksliga auf und belegte gleich in der ersten Saison mit 13:7 Punkten nach zehn Spielen den zweiten Platz der Tabelle der Staffel West. In der nächsten Saison kam der Verein dann mit 9:11 Punkten nur noch auf den vierten Platz. Nach der Saison 1943/44 wurde die Platzierung wieder schlechter, hier erreicht die Mannschaft mit 5:13 Punkten nach neun gespielten Spielen nur noch den fünften Platz. Die nächste Saison wurde zwar angefangen, jedoch kriegsbedingt schnell wieder abgebrochen. Nach der Kapitulation des Deutschen Reiches wurde das Sudetenland wieder in die Tschechoslowakei eingegliedert und alle Vereine aufgelöst.